# Girkenhof
Girkenhof ist eine Wüstung auf dem Gemeindegebiet von Neuendettelsau im Landkreis Ansbach (Mittelfranken, Bayern). 
Der Ort lag im Aurachtal zwischen Steinhof und Wollersdorf an der südlichen Talflanke des Meyersberges. Das Obere Meyerberggehölz hieß früher Girkenhofwald.
Die in der Nähe befindlichen Fluren mit den Namen Wöhr und Espan sind alamannisch-juthungisch. Flurnamen aus diesem Sprachraum finden sich auch in der Umgegend, etwa in Wernsbach, Bechhofen, Wollersdorf und Neuendettelsau. Daraus kann geschlossen werden, dass bereits vor der Fränkischen Landnahme, die für diese Gegend erst im 8. Jahrhundert abgeschlossen war, hier Siedlungstätigkeiten stattgefunden haben. Wahrscheinlich war auch der Girkenhof einer dieser Urhöfe.
Wann genau der Hof wüst fiel, lässt sich nicht datieren, nach Manfred Keßler soll dies vor 1402 geschehen sein. 1505 galt der Hof jedenfalls als aufgelöst, wie aus dem Heilsbronner Salbuch hervorgeht:

„Daß Kloster hat etwan [ehemals] ein Hoff gehabt bey dem Alten We[h]r auff dem Mayersberg, genannt der Girckenhoff. Waß in demselben hoff gehört hat, ist außgetheilt worden, sind in obengemelten hoff [Steinhof] komen in der theilung 15 morgen auff den Mayersberg vnnd 2 morgen vnten am Viechtach vnnd ein theil in deß Schmitners hoff zu Wallersdorf [Wollersdorf].“

Die Größe der dazugehörigen Felder muss insgesamt mindestens 75 Morgen betragen haben. Neben den oben aufgeführten 17 Morgen erhielt der Schmitners Hof zu Wollersdorf 40 Morgen und der Hof von Matthes Keck zu Reuth 18 Morgen.